# 塞维尔·杰帕罗夫
塞维尔·杰帕罗夫（1982年10月3日—），是一名乌兹别克斯坦足球运动员，司职前腰，现于伊朗職業足球聯賽球隊艾斯迪格拿足球會效力。曾经两次获得亚洲足球先生。

## 外部連結
- Server Djeparov Website
- 塞维尔·杰帕罗夫在 kleague.com上的出场纪录（韓語）
- 塞维尔·杰帕罗夫在 National-Football-Teams.com 上的出场纪录